# Manoel Morais Amorim
Manoel Morais Amorim oder kurz Morais (* 17. Juli 1984 in Maceió) ist ein brasilianischer Fußballspieler.

## Karriere

### Verein
Der Mittelfeldspieler begann seine Karriere bei CR Vasco da Gama, wo er 2002 im Alter von 18 Jahren sein erstes Meisterschaftsspiel bestritt. 2004 wechselte er für eine Saison zum Athletico Paranaense, kehrte aber 2005 wieder zu Vasco zurück, wo er als Spielmacher im Mittelfeld agierte. Bei Vasco blieb Morais bis August 2008, dann wechselte er zu Corinthians São Paulo. Hier wurde er im Mai 2010 zur Austragung der Série B 2010 an den EC Bahia ausgeliehen. Nach Auslaufen seine Vertrages mit Corinthians Ende 2011, wechselte Morais fest zu Bahia.
In die Saison 2013 startete Morais zunächst mit Atlético Mineiro. Zur Austragung der Série A 2013 ging er dann zum Ligakonkurrenten Criciúma EC. Ende Juni 2014 wechselte er dann zum América FC (RN) und Anfang 2015 zum Clube de Regatas Brasil. Nach Beendigung der Staatsmeisterschaft 2015 verließ er den Klub und war bis Jahresende ohne Anstellung. 2016 spielte mit dem EC São Bento zunächst in der Staatsmeisterschaft bis Ende April. Danach erhielt er Anfang Juli einen Kontrakt in Indien zu NorthEast United FC, welchen er bereits ohne Einsätze Ende August wieder verließ. Erst Anfang 2017 stellte ihn der EC São Bento wieder für die Spiele in der Staatsmeisterschaft ein. Danach ging Morais bis September des Jahres in die Série C zu Botafogo FC (SP).
Im Mai 2018 wechselte Morais zu Brasiliense FC. Hier trat er in dem Jahr noch in der Série D 2018 an und bestritt von Februar bis April 2019 noch die Staatsmeisterschaft. Den Rest des Jahres war er ohne Vertrag. Zum Jahresanfang 2020 ging Morais zu AD Confiança. Ohne Einsätze verließ er den Klub Ende Mai wieder.
Seit Anfang 2022 steht Morais beim Murici FC unter Vertrag.

### Nationalmannschaft
Im August 2006 wurde er von Nationaltrainer Carlos Dunga das erste Mal ins brasilianische Team einberufen. Er kam aber zu keinen Einsätzen. 2007 wurde Morais für die Teilnahme an der Copa América in Venezuela vorausgewählt,  aufgrund einer Verletzung nahm er aber nicht teil.

## Erfolge
Vasco da Gama
- Staatsmeisterschaft von Rio de Janeiro: 2003

Atlético Paranaense
- Staatsmeisterschaft von Paraná: 2005

Corinthians
- Série B: 2008
- Staatsmeisterschaft von São Paulo: 2009
- Copa do Brasil: 2009
- Campeonato Brasileiro de Futebol: 2011

Bahia
- Staatsmeisterschaft von Bahia: 2012

Atlético Mineiro
- Staatsmeisterschaft von Minas Gerais: 2013

CRB
- Staatsmeisterschaft von Alagoas: 2015